# کلابروک
کلابروک یک منطقهٔ مسکونی در ایران است که در دهستان شهی واقع شده‌است.